# Aboulomanía
Aboulomanía (del griego α-, que significa sin, βούληση-, voluntad y μανία-, locura - demencia de la indecisión) es el desorden mental en el cual el paciente experimenta graves cuadros de indecisión en los diferentes campos de su vida cotidiana. ,  ,  Está comúnmente asociado con la ansiedad, el estrés, la depresión y la angustia, por lo que puede afectar severamente toda capacidad para sociabilizar.
Aunque muchas personas sufren de indecisión a diario, raras veces la sufren en la medida de la obsesión, ya que la región del cerebro asociada a la toma de decisiones racionales, la corteza prefrontal, puede contener varias piezas de información en un momento dado en una persona normal, pero en el ya mencionado desorden mental no es así.
Cuando se trata de tomar decisiones, independientemente de la importancia de estas, abruma rápidamente a alguien. El resultado es que el paciente califica sus decisiones como inadecuadas o que los resultados serán completamente adversos, por lo cual sobreanaliza cada situación críticamente y origina un clásico caso de parálisis del análisis. La falta de información en un tema, la dificultad para la valoración de cada una de las partes en la premisa y un resultado repleto de incertidumbre convierten cada escenario en un cuadro de obsesión.
Es frecuente confundir este trastorno con la abulia, que es otro desorden relacionado con la voluntad y la motivación, en el que la persona también experimenta una disminución de la motivación, de la energía y de la voluntad con la única diferencia respecto a la aboulomania, de que esta degenera en una obsesión y genera pensamientos recurrentes e intrusivos en la persona.

## Síntomas
El principal síntoma que experimenta una persona con aboulomanía es la total incapacidad de tomar cualquier decisión. Esta incapacidad es constante y continua y se extiende en todos los ámbitos de la vida de la persona. 
Esta incertidumbre adolece de unos niveles de angustia y ansiedad muy altos, puesto que la persona se somete a una tesitura perjudicial y desagradable para ella, solo por el hecho de no saber decidir dónde posicionarse. 
Los pensamientos recurrentes y obsesivos en relación con la toma de decisiones son otros de los principales síntomas que responden a un cuadro clínico de aboulomanía. De la misma forma que este desorden  genera síntomas emocionales y cognitivos, también puede derivar en síntomas conductuales como:
- Rehusar de las responsabilidades personales, generando la necesidad constante de sentirse acompañado en el momento de tomar una decisión.
- Actitud pasiva en las relaciones de pareja.
- Evadirse de las exposiciones públicas por miedo a ser criticado o desaprobado.
- Evitar terminar una relación para no sentirse indefenso.
- Problemas para expresar desacuerdos o desavenencias con otras personas.

## Causas de este trastorno
Hasta el momento no se ha conseguido determinar con exactitud la causa de este trastorno mental. No obstante se tiene la hipótesis de que se genera durante el desarrollo psicológico de la persona así como su unión a factores biológicos que conducen a esta persona a desencadenar este tipo de trastorno de la voluntad. 
La corteza prefrontal del cerebro está estrechamente ligada con la toma de decisiones. Esta base orgánica unida a ciertos estilos de crianza sobreprotectores y autoritarios desempeñados por los progenitores, puede ejercer un papel muy importante en el desarrollo de este desorden. Algunos estudios apuntan a que estas acciones desencadenan en la dependencia del niño y, en el caso de que éste adolezca de susceptibilidad, puede desarrollar este desorden. 
No obstante, la aboulomanía puede generarse debido a situaciones muy traumáticas o experiencias negativas en las que la persona se ha sentido humillada y avergonzada, lo que genera numerosas dudas e incertidumbre en la persona, que no se ve capacitada de realizar ninguna actividad correctamente,  llevar a cabo responsabilidades o una vida  de forma independiente.

## Tratamiento
Normalmente los pacientes acaban recurriendo a ayuda psicológica, ya que los síntomas como la depresión y la ansiedad acompañan a este trastorno. Si el experto en salud mental consigue sacar a la luz este desorden de la voluntad, se puede llevar a cabo un tratamiento sintomático para los problemas de ansiedad y depresión llevando a cabo un entrenamiento de habilidades que faciliten el desarrollo de la autonomía personal. 
Técnicas de asertividad y habilidades sociales pueden ser muy efectivas para reducir los síntomas de la aboulomanía, así como una forma de ayudar a esas personas a entablar un relación sana con otras personas.